# Наташа Звєрєва
Наташа Звєрєва (повне ім'я — Наталія Маратівна Зверева, біл. Наталля Маратаўна Зверава, 16 квітня 1971) — білоруська тенісистка, вісімнадцятиразова чемпіонка турнірів Великого шолома в парному розряді й дворазова в міксті, бронзова олімпійська медалістка.
Найбільших успіхів Звєрєва добивалася як парна тенісистка, в одиночному розряді їй одного разу, на самому початку кар'єри, вдалося добратися до фіналу Відкритого чемпіонату Франції, де Штеффі Граф, розбила її 6-0,6-0. Відтоді їй не вдавалося потрапляти у фінали одиночних змагань, але в парних вона була однією з найкращих у світі. Наташа грала з багатьма партнерами, але найбільших успіхів вона досягла разом із Джиджі Фернандес — вони виграли більше турнірів, ніж будь-яка інша пара з часів Мартіни Навратілової та Пем Шрайвер.
Бронзову олімпійську медаль Звєрєва здобула на Барселонській олімпіаді в парі з Лейлою Месхі.
Звєрєва першою із радянських тенісисток стала публічно вимагати права залишати собі гроші, виграні на турнірах. Вона також звернулася з проханням до тенісних журналістів світу затвердити її ім'я в єдиній формі — Наташа. Серед тенісистів вона була відома як Мінська рись (англ. Minx from Minsk).

## Фінали турнірів WTA

### Одиночний розряд: 19 (4–15)
| Легенда                       |
| ----------------------------- |
| Турніри Великого шолома (0–1) |
| Tier I (0–3)                  |
| Tier II (2–5)                 |
| Tier III (1–1)                |
| Tier IV (1–1)                 |
| Tier V (0–1)                  |
| Virginia Slims/VS (0–3)       |

| Фінали за покриттям |
| ------------------- |
| Тверде (2–6)        |
| Трава (1–2)         |
| Ґрунт (0–3)         |
| Килим (1–4)         |

| Результат | Ранг | Дата     | Турнір                                           | Покриття   | Опонент             | Рахунок            |
| --------- | ---- | -------- | ------------------------------------------------ | ---------- | ------------------- | ------------------ |
| Поразка   | 1.   | Лис 1986 | VS of Arkansas, Little Rock                      | Килим (i)  | Кеті Ріналді        | 4–6, 7–6(9–7), 0–6 |
| Поразка   | 2.   | Лис 1987 | VS of Arkansas, Little Rock                      | Тверде     | Сандра Чеккіні      | 6–0, 1–6, 3–6      |
| Поразка   | 3.   | Лис 1987 | Ameritech Cup, Chicago                           | Килим (i)  | Мартіна Навратілова | 1–6, 2–6           |
| Поразка   | 4.   | Тра 1988 | Відкритий чемпіонат Франції з тенісу, Paris      | Ґрунт      | Штеффі Граф         | 0–6, 0–6           |
| Поразка   | 5.   | 1988     | Eastbourne International, UK                     | Трава      | Мартіна Навратілова | 2–6, 2–6           |
| Поразка   | 6.   | 1988     | Мастерс Канада, Montreal                         | Тверде     | Габріела Сабатіні   | 1–6, 2–6           |
| Поразка   | 7.   | 1988     | VS of New England, Worcester                     | Килим (i)  | Мартіна Навратілова | 7–6(7–4), 4–6, 3–6 |
| Поразка   | 8.   | 1989     | Charleston Open, Hilton Head                     | Ґрунт      | Штеффі Граф         | 1–6, 1–6           |
| Поразка   | 9.   | 1989     | Moscow Ladies Open, Росія                        | Килим (i)  | Гретхен Раш         | 3–6, 4–6           |
| Перемога  | 1.   | 1990     | Hardcourt Championships, Brisbane                | Тверде     | Рейчел Макквіллан   | 6–4, 6–0           |
| Перемога  | 2.   | 1990     | Sydney International, Австралія                  | Тверде     | Барбара Паулюс      | 4–6, 6–1, 6–3      |
| Поразка   | 10.  | 1991     | Birmingham Classic, UK                           | Трава      | Мартіна Навратілова | 4–6, 6–7(6–8)      |
| Поразка   | 11.  | Жов 1993 | Porsche Tennis Grand Prix, Filderstadt           | Тверде (i) | Марі П'єрс          | 3–6, 3–6           |
| Перемога  | 3.   | 1994     | Ameritech Cup, Chicago                           | Килим (i)  | Чанда Рубін         | 6–3, 7–5           |
| Поразка   | 12.  | 1994     | Відкритий чемпіонат Маямі з тенісу, Key Biscayne | Тверде     | Штеффі Граф         | 6–4, 1–6, 2–6      |
| Поразка   | 13.  | 1994     | Family Circle Cup, Hilton Head                   | Ґрунт      | Кончита Мартінес    | 4–6, 0–6           |
| Поразка   | 14.  | 1994     | Zurich Open, Швейцарія                           | Тверде (i) | Магдалена Малеєва   | 5–7, 6–3, 4–6      |
| Поразка   | 15.  | 1995     | Indian Wells Open, U.S.                          | Тверде     | Мері Джо Фернандес  | 4–6, 3–6           |
| Перемога  | 4.   | 1999     | Eastbourne International, UK                     | Трава      | Наталі Тозья        | 0–6, 7–5, 6–3      |

### Парний розряд: 129 (80–49)
| Легенда                         |
| ------------------------------- |
| Турніри Великого шолома (18–13) |
| Tour Championships (3–3)        |
| Tier I (23–13)                  |
| Tier II (26–12)                 |
| Tier III (3–3)                  |
| Tier IV (1–0)                   |
| Tier V (4–1)                    |
| Virginia Slims/VS (2–4)         |

| Фінали за покриттям |
| ------------------- |
| Тверде (27–16)      |
| Трава (12–7)        |
| Ґрунт (21–15)       |
| Килим (20–11)       |

| Результат | Ранг | Дата     | Турнір                                            | Покриття   | Партнер                  | Опоненти                                      | Рахунок              |
| --------- | ---- | -------- | ------------------------------------------------- | ---------- | ------------------------ | --------------------------------------------- | -------------------- |
| Перемога  | 1.   | 1988     | Birmingham Classic                                | Трава      | Лариса Савченко-Нейланд  | Лейла Месхі Світлана Пархоменко               | 6–4, 6–1             |
| Поразка   | 1.   | 1988     | Вімблдонський турнір                              | Трава      | Larisa Savchenko         | Штеффі Граф Габріела Сабатіні                 | 3–6, 6–1, 10–12      |
| Перемога  | 2.   | 1988     | VS of Indianapolis                                | Тверде (i) | Larisa Savchenko         | Катріна Адамс Зіна Гаррісон                   | 6–2, 6–1             |
| Поразка   | 2.   | 1988     | Ameritech Cup, Chicago                            | Килим (i)  | Larisa Savchenko         | Лорі Макніл Бетсі Нагелсен                    | 4–6, 6–3, 4–6        |
| Поразка   | 3.   | 1988     | Фінал WTA, New York                               | Килим (i)  | Larisa Savchenko         | Мартіна Навратілова Пем Шрайвер               | 3–6, 4–6             |
| Поразка   | 4.   | 1989     | VS of Washington                                  | Килим (i)  | Larisa Savchenko         | Бетсі Нагелсен Пем Шрайвер                    | 2–6, 3–6             |
| Поразка   | 5.   | 1989     | Silicon Valley Classic, Oakland                   | Килим (i)  | Larisa Savchenko         | Патті Фендік Джилл Гетерінгтон                | 5–7, 6–3, 2–6        |
| Перемога  | 3.   | 1989     | Amelia Island Championships                       | Ґрунт      | Larisa Savchenko         | Мартіна Навратілова Пем Шрайвер               | 7–6(7–4), 2–6, 6–1   |
| Поразка   | 6.   | Тра 1989 | WTA Swiss Open, Geneva                            | Ґрунт      | Larisa Savchenko         | Катріна Адамс Лорі Макніл                     | 6–2, 3–6, 4–6        |
| Перемога  | 4.   | Тра 1989 | Відкритий чемпіонат Франції з тенісу, Paris       | Ґрунт      | Larisa Savchenko         | Штеффі Граф Габріела Сабатіні                 | 6–4, 6–4             |
| Перемога  | 5.   | 1989     | Birmingham Classic                                | Трава      | Larisa Savchenko         | Мередіт Макґрат Пем Шрайвер                   | 7–5, 5–7, 6–0        |
| Поразка   | 7.   | 1989     | Wimbledon                                         | Трава      | Larisa Savchenko         | Яна Новотна Гелена Сукова                     | 1–6, 2–6             |
| Перемога  | 6.   | 1989     | Moscow Ladies Open                                | Килим (i)  | Larisa Savchenko         | Наталі Ерреман Катрін Сюїр                    | 6–3, 6–4             |
| Перемога  | 7.   | 1989     | Ameritech Cup, Chicago                            | Килим (i)  | Larisa Savchenko         | Яна Новотна Гелена Сукова                     | 6–3, 2–6, 6–3        |
| Поразка   | 8.   | 1989     | VS Championships, New York                        | Килим (i)  | Larisa Savchenko         | Мартіна Навратілова Пем Шрайвер               | 3–6, 2–6             |
| Поразка   | 9.   | 1990     | Sydney International                              | Тверде     | Лариса Савченко-Нейланд  | Яна Новотна Гелена Сукова                     | 3–6, 5–7             |
| Поразка   | 10.  | 1990     | Charleston Open, Hilton Head                      | Ґрунт      | Мерседес Пас             | Мартіна Навратілова Аранча Санчес Вікаріо     | 2–6, 2–6             |
| Поразка   | 11.  | Тра 1990 | French Open                                       | Ґрунт      | Лариса Савченко-Нейланд  | Яна Новотна Гелена Сукова                     | 4–6, 5–7             |
| Перемога  | 8.   | 1990     | Birmingham Classic                                | Трава      | Лариса Савченко-Нейланд  | Ліз Грегорі Гретхен Раш                       | 3–6, 6–3, 6–3        |
| Перемога  | 9.   | 1990     | Eastbourne International, UK                      | Трава      | Лариса Савченко-Нейланд  | Патті Фендік Зіна Гаррісон                    | 6–4, 6–3             |
| Перемога  | 10.  | Вер 1990 | WTA Парний розряд Championships, Orlando          | Килим (i)  | Лариса Савченко-Нейланд  | Манон Боллеграф Мередіт Макґрат               | 6–4, 6–1             |
| Поразка   | 12.  | 1990     | Brighton International                            | Килим (i)  | Джо Дьюрі                | Гелена Сукова Наталі Тозья                    | 1–6, 4–6             |
| Перемога  | 11.  | 1991     | VS of Florida, Boca Raton                         | Тверде     | Лариса Савченко-Нейланд  | Мередіт Макґрат Енн Сміт                      | 6–4, 7–6(7–3)        |
| Поразка   | 13.  | Бер 1991 | WTA Парний розряд Championships, Tarpon Springs   | Ґрунт      | Лариса Савченко-Нейланд  | Джиджі Фернандес Гелена Сукова                | 6–4, 4–6, 6–7(3–7)   |
| Перемога  | 12.  | 1991     | Family Circle Cup, Hilton Head                    | Ґрунт      | Клаудія Коде-Кільш       | Мері-Лу Деніелс Ліз Грегорі                   | 6–4, 6–0             |
| Поразка   | 14.  | Кві 1991 | Amelia Island Championships                       | Ґрунт      | Мерседес Пас             | Аранча Санчес Вікаріо Гелена Сукова           | 6–4, 2–6, 2–6        |
| Перемога  | 13.  | Тра 1991 | German Open, Berlin                               | Ґрунт      | Лариса Савченко-Нейланд  | Ніколь Брадтке Елна Рейнах                    | 6–3, 6–3             |
| Поразка   | 15.  | Тра 1991 | French Open, Paris                                | Ґрунт      | Лариса Савченко-Нейланд  | Джиджі Фернандес Яна Новотна                  | 4–6, 0–6             |
| Перемога  | 14.  | Чер 1991 | Eastbourne International                          | Трава      | Лариса Савченко-Нейланд  | Джиджі Фернандес Яна Новотна                  | 2–6, 6–4, 6–4        |
| Перемога  | 15.  | 1991     | Wimbledon, London                                 | Трава      | Лариса Савченко-Нейланд  | Джиджі Фернандес Яна Новотна                  | 6–4, 3–6, 6–4        |
| Перемога  | 16.  | 1991     | Мастерс Канада, Toronto                           | Тверде     | Лариса Савченко-Нейланд  | Клаудія Коде-Kilsch Гелена Сукова             | 1–6, 7–5, 6–2        |
| Перемога  | 17.  | 1991     | LA Women's Tennis Championships, U.S.             | Тверде     | Лариса Савченко-Нейланд  | Гретхен Магерс Робін Вайт                     | 6–1, 2–6, 6–2        |
| Поразка   | 16.  | Сер 1991 | VS of Washington                                  | Тверде     | Джиджі Фернандес         | Лариса Савченко-Нейланд Яна Новотна           | 7–5, 1–6, 6–7(10–12) |
| Перемога  | 18.  | 1991     | Відкритий чемпіонат США з тенісу, New York        | Тверде     | Пем Шрайвер              | Лариса Савченко-Нейланд Яна Новотна           | 6–4, 4–6, 7–6(7–5)   |
| Поразка   | 17.  | 1991     | Porsche Tennis Grand Prix, Німеччина              | Тверде (i) | Пем Шрайвер              | Мартіна Навратілова Яна Новотна               | 2–6, 7–5, 4–6        |
| Перемога  | 19.  | Жов 1991 | Brighton International                            | Килим (i)  | Пем Шрайвер              | Зіна Гаррісон Лорі Макніл                     | 6–1, 6–2             |
| Перемога  | 20.  | Бер 1992 | VS of Florida, Boca Raton                         | Тверде     | Лариса Савченко-Нейланд  | Кончита Мартінес Лінда Вілд                   | 6–2, 6–2             |
| Поразка   | 18.  | Бер 1992 | WTA Парний розряд Championships, Wesley Chapel    | Ґрунт      | Аранча Санчес Вікаріо    | Лариса Савченко-Нейланд Яна Новотна           | 4–6, 2–6             |
| Перемога  | 21.  | Бер 1992 | Family Circle Cup, Hilton Head                    | Ґрунт      | Аранча Санчес Вікаріо    | Лариса Савченко-Нейланд Яна Новотна           | 6–4, 6–2             |
| Перемога  | 22.  | Кві 1992 | Amelia Island Championships                       | Ґрунт      | Аранча Санчес Вікаріо    | Зіна Гаррісон Яна Новотна                     | 6–1, 6–0             |
| Поразка   | 19.  | Тра 1992 | German Open, Berlin                               | Ґрунт      | Джиджі Фернандес         | Лариса Савченко-Нейланд Яна Новотна           | 6–7(5–7), 6–4, 5–7   |
| Перемога  | 23.  | Тра 1992 | French Open                                       | Ґрунт      | Джиджі Фернандес         | Кончіта Мартінес Аранча Санчес Вікаріо        | 6–3, 6–2             |
| Перемога  | 24.  | Чер 1992 | Wimbledon                                         | Трава      | Джиджі Фернандес         | Лариса Савченко-Нейланд Яна Новотна           | 6–4, 6–1             |
| Поразка   | 20.  | Сер 1992 | Canadian Open, Montreal                           | Тверде     | Джиджі Фернандес         | Лорі Макніл Ренне Стаббс                      | 6–3, 5–7, 5–7        |
| Перемога  | 25.  | Сер 1992 | US Open                                           | Тверде     | Джиджі Фернандес         | Лариса Савченко-Нейланд Яна Новотна           | 7–6(7–4), 6–1        |
| Перемога  | 26.  | Жов 1992 | Zurich Open                                       | Тверде (i) | Гелена Сукова            | Мартіна Навратілова Пем Шрайвер               | 7–6(7–5), 6–4        |
| Поразка   | 21.  | Жов 1992 | Stuttgart Open, Filderstadt                       | Тверде (i) | Пем Шрайвер              | Аранча Санчес Вікаріо Гелена Сукова           | 4–6, 5–7             |
| Перемога  | 27.  | Лис 1992 | Silicon Valley Classic, Oakland                   | Килим (i)  | Джиджі Фернандес         | Розалін Феербенк Гретхен Магерс               | 3–6, 6–2, 6–4        |
| Перемога  | 28.  | Лис 1992 | Championships of Philadelphia                     | Килим (i)  | Джиджі Фернандес         | Кончіта Мартінес Марі П'єрс                   | 6–1, 6–3             |
| Перемога  | 29.  | Січ 1993 | Відкритий чемпіонат Австралії з тенісу, Melbourne | Тверде     | Джиджі Фернандес         | Пем Шрайвер Елізабет Смайлі                   | 6–4, 6–3             |
| Перемога  | 30.  | Бер 1993 | Virginia Slims of Florida, Delray Beach           | Тверде     | Джиджі Фернандес         | Лариса Савченко-Нейланд Яна Новотна           | 6–2, 6–2             |
| Перемога  | 31.  | Бер 1993 | WTA Парний розряд Championships, Wesley Chapel    | Ґрунт      | Джиджі Фернандес         | Лариса Савченко-Нейланд Аранча Санчес Вікаріо | 7–5, 6–3             |
| Перемога  | 32.  | Бер 1993 | Family Circle Cup, Hilton Head                    | Ґрунт      | Джиджі Фернандес         | Катріна Адамс Манон Боллеграф                 | 6–3, 6–1             |
| Перемога  | 33.  | Тра 1993 | German Open, Berlin                               | Ґрунт      | Джиджі Фернандес         | Деббі Грем Бренда Шульц-Маккарті              | 6–1, 6–3             |
| Перемога  | 34.  | Тра 1993 | French Open, Paris                                | Ґрунт      | Джиджі Фернандес         | Лариса Савченко-Нейланд Яна Новотна           | 6–3, 7–5             |
| Перемога  | 35.  | Чер 1993 | Eastbourne International                          | Трава      | Джиджі Фернандес         | Лариса Савченко-Нейланд Яна Новотна           | 2–6, 7–5, 6–1        |
| Перемога  | 36.  | Чер 1993 | Wimbledon                                         | Трава      | Джиджі Фернандес         | Лариса Савченко-Нейланд Яна Новотна           | 6–4, 6–7(9–11), 6–4  |
| Поразка   | 22.  | Сер 1993 | LA Women's Tennis Championships, Los Angeles      | Тверде     | Джиджі Фернандес         | Аранча Санчес Вікаріо Гелена Сукова           | 6–7(3–7), 3–6        |
| Перемога  | 37.  | Вер 1993 | Sparkassen Cup, Leipzig                           | Килим (i)  | Джиджі Фернандес         | Лариса Савченко-Нейланд Яна Новотна           | 6–3, 6–2             |
| Поразка   | 23.  | Жов 1993 | Zurich Open                                       | Тверде (i) | Джиджі Фернандес         | Зіна Гаррісон Мартіна Навратілова             | 3–6, 7–5, 3–6        |
| Перемога  | 38.  | Жов 1993 | Stuttgart Open, Filderstadt                       | Тверде (i) | Джиджі Фернандес         | Патті Фендік Мартіна Навратілова              | 7–6(8–6), 6–4        |
| Перемога  | 39.  | Лис 1993 | VS Championships, New York                        | Килим (i)  | Джиджі Фернандес         | Лариса Савченко-Нейланд Яна Новотна           | 6–3, 7–5             |
| Перемога  | 40.  | Січ 1994 | Australian Open, Melbourne                        | Тверде     | Джиджі Фернандес         | Патті Фендік Мередіт Макґрат                  | 6–3, 4–6, 6–4        |
| Перемога  | 41.  | Лют 1994 | Ameritech Cup, Chicago                            | Килим (i)  | Джиджі Фернандес         | Манон Боллеграф Мартіна Навратілова           | 6–3, 4–6, 6–4        |
| Перемога  | 42.  | Бер 1994 | Відкритий чемпіонат Маямі з тенісу, Key Biscayne  | Тверде     | Джиджі Фернандес         | Патті Фендік Мередіт Макґрат                  | 6–3, 6–1             |
| Поразка   | 24.  | Бер 1994 | WTA Парний розряд Championships, Wesley Chapel    | Ґрунт      | Джиджі Фернандес         | Яна Новотна Аранча Санчес Вікаріо             | 2–6, 5–7             |
| Поразка   | 25.  | Бер 1994 | Family Circle Cup, Hilton Head                    | Ґрунт      | Джиджі Фернандес         | Лорі Макніл Аранча Санчес Вікаріо             | 4–6, 1–4 ret.        |
| Перемога  | 43.  | Тра 1994 | Мастерс Рим, Rome                                 | Ґрунт      | Джиджі Фернандес         | Габріела Сабатіні Бренда Шульц                | 6–1, 6–3             |
| Перемога  | 44.  | Тра 1994 | German Open, Berlin                               | Ґрунт      | Джиджі Фернандес         | Яна Новотна Аранча Санчес Вікаріо             | 6–3, 7–6(7–2)        |
| Перемога  | 45.  | Тра 1994 | French Open, Paris                                | Ґрунт      | Джиджі Фернандес         | Ліндсі Девенпорт Ліза Реймонд                 | 6–2, 6–2             |
| Перемога  | 46.  | Чер 1994 | Eastbourne International                          | Трава      | Джиджі Фернандес         | Інес Горрочатегі Гелена Сукова                | 6–7(4–7), 6–4, 6–3   |
| Перемога  | 47.  | Чер 1994 | Wimbledon                                         | Трава      | Джиджі Фернандес         | Яна Новотна Аранча Санчес Вікаріо             | 6–4, 6–1             |
| Перемога  | 48.  | Жов 1994 | Stuttgart Open, Filderstadt                       | Тверде (i) | Джиджі Фернандес         | Манон Боллеграф Лариса Савченко-Нейланд       | 7–6(7–5), 6–4        |
| Перемога  | 49.  | Лис 1994 | Championships of Philadelphia                     | Килим (i)  | Джиджі Фернандес         | Габріела Сабатіні Бренда Шульц                | 4–6, 6–4, 6–2        |
| Перемога  | 50.  | Лис 1994 | VS Championships                                  | Килим (i)  | Джиджі Фернандес         | Лариса Савченко-Нейланд Яна Новотна           | 6–3, 6–7(4–7), 6–3   |
| Поразка   | 26.  | Січ 1995 | Australian Open                                   | Тверде     | Джиджі Фернандес         | Яна Новотна Аранча Санчес Вікаріо             | 3–6, 7–6(7–3), 4–6   |
| Перемога  | 51.  | Лют 1995 | Toray Pan Pacific Open, Tokyo                     | Килим (i)  | Джиджі Фернандес         | Ліндсі Девенпорт Ренне Стаббс                 | 6–0, 6–3             |
| Поразка   | 27.  | Бер 1995 | Miami Masters, Key Biscayne                       | Тверде     | Джиджі Фернандес         | Яна Новотна Аранча Санчес Вікаріо             | 5–7, 6–2, 3–6        |
| Поразка   | 28.  | Кві 1995 | Family Circle Cup, Hilton Head                    | Ґрунт      | Джиджі Фернандес         | Ніколь Арендт Манон Боллеграф                 | 6–0, 3–6, 4–6        |
| Перемога  | 52.  | Тра 1995 | Italian Open, Rome                                | Ґрунт      | Джиджі Фернандес         | Кончіта Мартінес Патрісія Тарабіні            | 3–6, 7–6(7–3), 6–4   |
| Перемога  | 53.  | Чер 1995 | French Open                                       | Ґрунт      | Джиджі Фернандес         | Яна Новотна Аранча Санчес Вікаріо             | 6–7(6–8), 6–4, 7–5   |
| Поразка   | 29.  | Чер 1995 | Eastbourne International                          | Трава      | Джиджі Фернандес         | Яна Новотна Аранча Санчес Вікаріо             | 6–0, 3–6, 4–6        |
| Поразка   | 30.  | Лип 1995 | Wimbledon                                         | Трава      | Джиджі Фернандес         | Яна Новотна Аранча Санчес Вікаріо             | 7–5, 5–7, 4–6        |
| Перемога  | 54.  | Сер 1995 | San Diego Open, San Diego                         | Тверде     | Джиджі Фернандес         | Алексія Дешом-Баллере Сандрін Тестю           | 6–2, 6–1             |
| Перемога  | 55.  | Сер 1995 | LA Championships                                  | Тверде     | Джиджі Фернандес         | Лариса Савченко-Нейланд Габріела Сабатіні     | 7–5, 6–7(2–7), 7–5   |
| Перемога  | 56.  | Вер 1995 | US Open                                           | Тверде     | Джиджі Фернандес         | Бренда Шульц-Маккарті Ренне Стаббс            | 6–4, 7–6(8–6)        |
| Перемога  | 57.  | Жов 1995 | Stuttgart Open, Filderstadt                       | Тверде (i) | Джиджі Фернандес         | Мередіт Макґрат Лариса Савченко-Нейланд       | 5–7, 6–1, 6–4        |
| Поразка   | 31.  | Лис 1995 | Фінал WTA, New York                               | Килим (i)  | Джиджі Фернандес         | Яна Новотна Аранча Санчес Вікаріо             | 2–6, 1–6             |
| Перемога  | 58.  | Лют 1996 | Pan Pacific Open, Tokyo                           | Килим (i)  | Джиджі Фернандес         | Маріан де Свардт Іріна Спирля                 | 7–6(9–7), 6–3        |
| Поразка   | 32.  | Тра 1996 | WTA Парний розряд Championships, Edinburgh        | Ґрунт      | Джиджі Фернандес         | Ніколь Арендт Манон Боллеграф                 | 3–6, 6–2, 6–7(6–8)   |
| Поразка   | 33.  | Чер 1996 | French Open                                       | Ґрунт      | Джиджі Фернандес         | Ліндсі Девенпорт Мері Джо Фернандес           | 2–6, 1–6             |
| Перемога  | 59.  | Сер 1996 | LA Championships                                  | Тверде     | Ліндсі Девенпорт         | Емі Фрейзер Кімберлі По                       | 6–1, 6–4             |
| Перемога  | 60.  | Вер 1996 | US Open                                           | Тверде     | Джиджі Фернандес         | Яна Новотна Аранча Санчес Вікаріо             | 1–6, 6–1, 6–4        |
| Поразка   | 34.  | Жов 1996 | Zurich Open                                       | Тверде (i) | Ніколь Арендт            | Мартіна Хінгіс Гелена Сукова                  | 5–7, 4–6             |
| Поразка   | 35.  | Січ 1997 | Sydney International                              | Тверде     | Ліндсі Девенпорт         | Джиджі Фернандес Аранча Санчес Вікаріо        | 0–6, 6–7(5–7)        |
| Перемога  | 61.  | Лют 1997 | Australian Open                                   | Тверде     | Мартіна Хінгіс           | Ліза Реймонд Ренне Стаббс                     | 6–2, 6–2             |
| Перемога  | 62.  | Січ 1997 | Pan Pacific Open, Tokyo                           | Килим (i)  | Ліндсі Девенпорт         | Джиджі Фернандес Мартіна Хінгіс               | 6–4, 6–3             |
| Перемога  | 63.  | Бер 1997 | Indian Wells Masters                              | Тверде     | Ліндсі Девенпорт         | Ліза Реймонд Наталі Тозья                     | 7–5, 6–2             |
| Перемога  | 64.  | Бер 1997 | Miami Masters, Key Biscayne                       | Тверде     | Аранча Санчес Вікаріо    | Сабін Аппельманс Міріам Ореманс               | 6–4, 6–2             |
| Поразка   | 36.  | Тра 1997 | German Open, Berlin                               | Ґрунт      | Джиджі Фернандес         | Ліндсі Девенпорт Яна Новотна                  | 2–6, 6–3, 2–6        |
| Перемога  | 65.  | Тра 1997 | Internationaux de Strasbourg                      | Ґрунт      | Гелена Сукова            | Олена Лиховцева Суґіяма Ай                    | 6–1, 6–1             |
| Перемога  | 66.  | Чер 1997 | French Open                                       | Ґрунт      | Джиджі Фернандес         | Мері Джо Фернандес Ліза Реймонд               | 6–2, 6–3             |
| Перемога  | 67.  | Лип 1997 | Wimbledon                                         | Трава      | Джиджі Фернандес         | Ніколь Арендт Манон Боллеграф                 | 6–2, 3–6, 6–1        |
| Поразка   | 37.  | Вер 1997 | US Open                                           | Тверде     | Джиджі Фернандес         | Ліндсі Девенпорт Яна Новотна                  | 3–6, 4–6             |
| Перемога  | 68.  | 1997     | Kremlin Cup, Moscow                               | Килим (i)  | Аранча Санчес Вікаріо    | Басукі Яюк Кароліна Віс                       | 5–3 ret.             |
| Поразка   | 38.  | Січ 1998 | Australian Open                                   | Тверде     | Ліндсі Девенпорт         | Мартіна Хінгіс Мір'яна Лучич-Бароні           | 4–6, 6–2, 3–6        |
| Поразка   | 39.  | Лют 1998 | Pan Pacific Open, Tokyo                           | Килим (i)  | Ліндсі Девенпорт         | Мартіна Хінгіс Mirjana Lučić                  | 5–7, 4–6             |
| Перемога  | 69.  | Бер 1998 | Indian Wells Masters                              | Тверде     | Ліндсі Девенпорт         | Александра Фусаї Наталі Тозья                 | 6–4, 2–6, 6–4        |
| Поразка   | 40.  | Бер 1998 | Miami Masters, Key Biscayne                       | Тверде     | Аранча Санчес Вікаріо    | Мартіна Хінгіс Яна Новотна                    | 2–6, 6–3, 3–6        |
| Перемога  | 70.  | Тра 1998 | German Open, Berlin                               | Ґрунт      | Ліндсі Девенпорт         | Александра Фусаї Наталі Тозья                 | 6–3, 6–0             |
| Поразка   | 41.  | Чер 1998 | French Open                                       | Ґрунт      | Ліндсі Девенпорт         | Мартіна Хінгіс Яна Новотна                    | 1–6, 6–7(4–7)        |
| Поразка   | 42.  | Чер 1998 | Eastbourne International                          | Трава      | Аранча Санчес Вікаріо    | Маріан де Свардт Яна Новотна                  | 1–6, 3–6             |
| Поразка   | 43.  | Лип 1998 | Wimbledon                                         | Трава      | Ліндсі Девенпорт         | Мартіна Хінгіс Яна Новотна                    | 3–6, 6–3, 6–8        |
| Перемога  | 71.  | Сер 1998 | Silicon Valley Classic                            | Тверде     | Ліндсі Девенпорт         | Лариса Савченко-Нейланд Олена Татаркова       | 6–4, 6–4             |
| Перемога  | 72.  | Сер 1998 | Southern California Open, San Diego               | Тверде     | Ліндсі Девенпорт         | Александра Фусаї Наталі Тозья                 | 6–2, 6–1             |
| Перемога  | 73.  | Сер 1998 | LA Championships                                  | Тверде     | Мартіна Хінгіс           | Тамарін Танасугарн Татаркова Олена Валеріївна | 6–4, 6–2             |
| Поразка   | 44.  | Вер 1998 | US Open                                           | Тверде     | Ліндсі Девенпорт         | Мартіна Хінгіс Яна Новотна                    | 3–6, 3–6             |
| Перемога  | 74.  | Жов 1998 | Stuttgart Open, Filderstadt                       | Тверде (i) | Ліндсі Девенпорт         | Анна Курникова Аранча Санчес Вікаріо          | 6–4, 6–2             |
| Перемога  | 75.  | 1998     | Kremlin Cup, Moscow                               | Килим (i)  | Марі П'єрс               | Ліза Реймонд Ренне Стаббс                     | 6–2, 6–4             |
| Поразка   | 45.  | Лис 1998 | Championships of Philadelphia                     | Килим (i)  | Моніка Селеш             | Олена Лиховцева Суґіяма Ай                    | 5–7, 6–4, 2–6        |
| Перемога  | 76.  | Лис 1998 | Турніри WTA Tour                                  | Килим (i)  | Ліндсі Девенпорт         | Александра Фусаї Наталі Тозья                 | 6–7(6–8), 7–5, 6–3   |
| Поразка   | 46.  | 1999     | Australian Open                                   | Тверде     | Ліндсі Девенпорт         | Мартіна Хінгіс Курникова Анна Сергіївна       | 5–7, 3–6             |
| Перемога  | 77.  | 1999     | Pan Pacific Open, Tokyo                           | Килим (i)  | Ліндсі Девенпорт         | Мартіна Хінгіс Яна Новотна                    | 6–2, 6–3             |
| Поразка   | 47.  | 1999     | Eastbourne International                          | Трава      | Яна Новотна              | Мартіна Хінгіс Курникова Анна Сергіївна       | 4–6, ret.            |
| Поразка   | 48.  | 1999     | Zurich Open                                       | Тверде (i) | Наталі Тозья             | Ліза Реймонд Ренне Стаббс                     | 2–6, 2–6             |
| Перемога  | 78.  | 2000     | Faber Grand Prix, Hanover                         | Килим (i)  | Оса Свенссон             | Сільвія Фаріна-Елія Каріна Габшудова          | 6–3, 6–4             |
| Поразка   | 49.  | 2000     | Indian Wells Masters                              | Тверде     | Курникова Анна Сергіївна | Ліндсі Девенпорт Коріна Мораріу               | 2–6, 3–6             |
| Перемога  | 79.  | Тра 2000 | Hamburg European Open, Німеччина                  | Ґрунт      | Курникова Анна Сергіївна | Ніколь Арендт Манон Боллеграф                 | 6–7(5–7), 6–2, 6–4   |
| Перемога  | 80.  | Тра 2002 | Madrid Open, Іспанія                              | Ґрунт      | Мартіна Навратілова      | Россана де лос Ріос Аранча Санчес Вікаріо     | 6–2, 6–3             |